# Angerona wenzeli
Angerona wenzeli är en fjärilsart som beskrevs av Sokarund 1921. Angerona wenzeli ingår i släktet Angerona och familjen mätare. Inga underarter finns listade i Catalogue of Life.